# اندیس تالک وشاپی
تالک وشاپی یک اندیس غیرفلزی است که در حوالی شهر بیرک  استان سیستان و بلوچستان قرار دارد و مادهٔ معدنی موجود در آن، تالک است.سنگ میزبان این اندیس فلیش های رسوبی است و دیرینگی آن به دوران کرتاسه بالایی می‌رسد. 